# Schaueria azaleiflora
Schaueria azaleiflora är en akantusväxtart som beskrevs av Henry Hurd Rusby. Schaueria azaleiflora ingår i släktet Schaueria och familjen akantusväxter. Inga underarter finns listade i Catalogue of Life.